# فهرست ورزش‌های راکتی
ورزش‌های راکتی بازی‌هایی هستند که در آن بازیکنان از راکت یا «پارو» برای ضربه زدن به توپ یا اشیاء دیگر استفاده می‌کنند. راکت‌ها از یک قاب دسته‌دار با حلقه‌ای باز تشکیل شده‌اند که شبکه‌ای از رشته‌های محکم کشیده را پشتیبانی می‌کند. پاروها به جای شبکه‌ای از رشته‌ها، یک صفحهٔ جامد دارند، اما ممکن است دارای طرحی از سوراخ‌ها بوده یا با نوعی سطح و بافت ویژه پوشیده شده باشند.

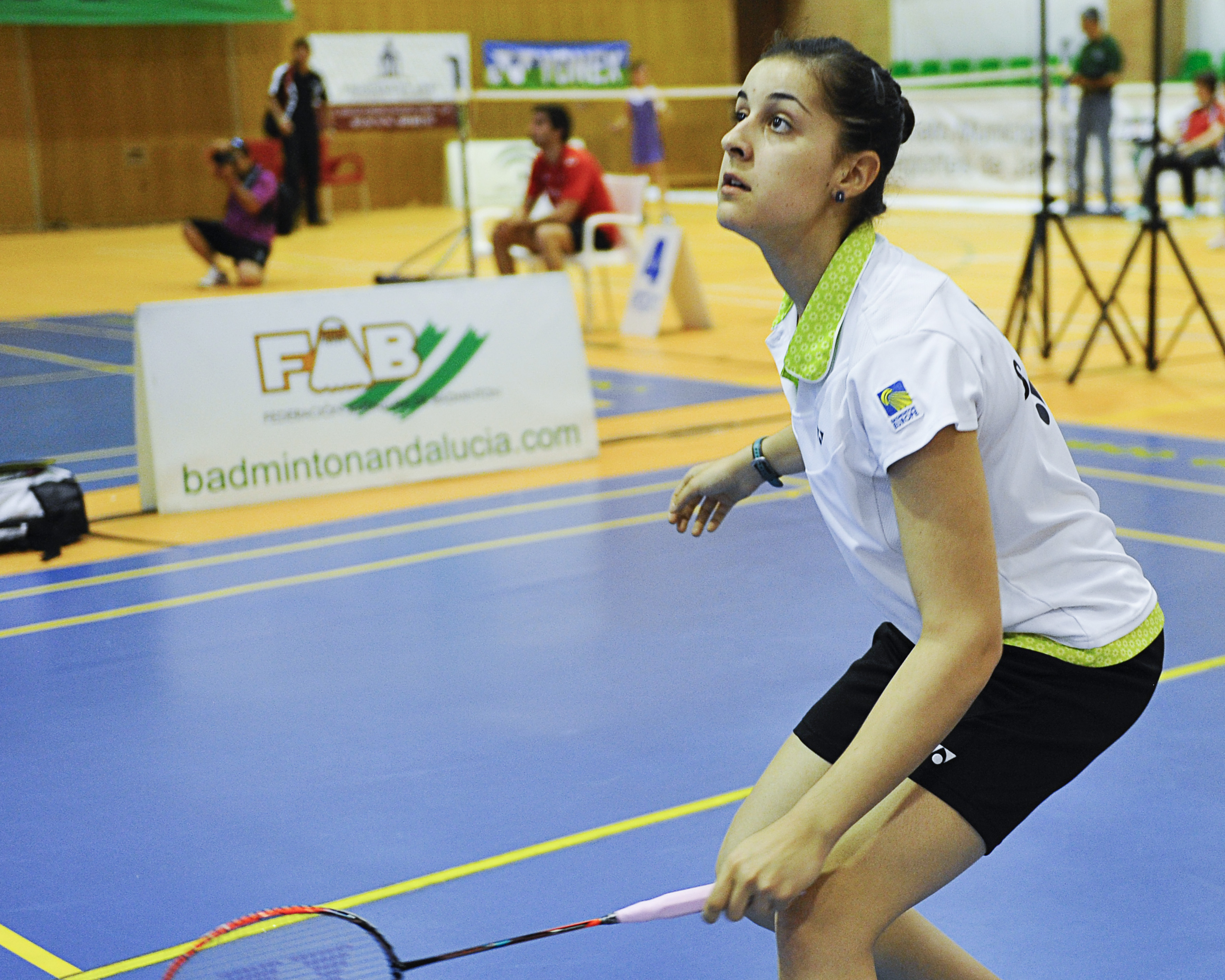
کارولینا مارین، بازیکن بدمینتون

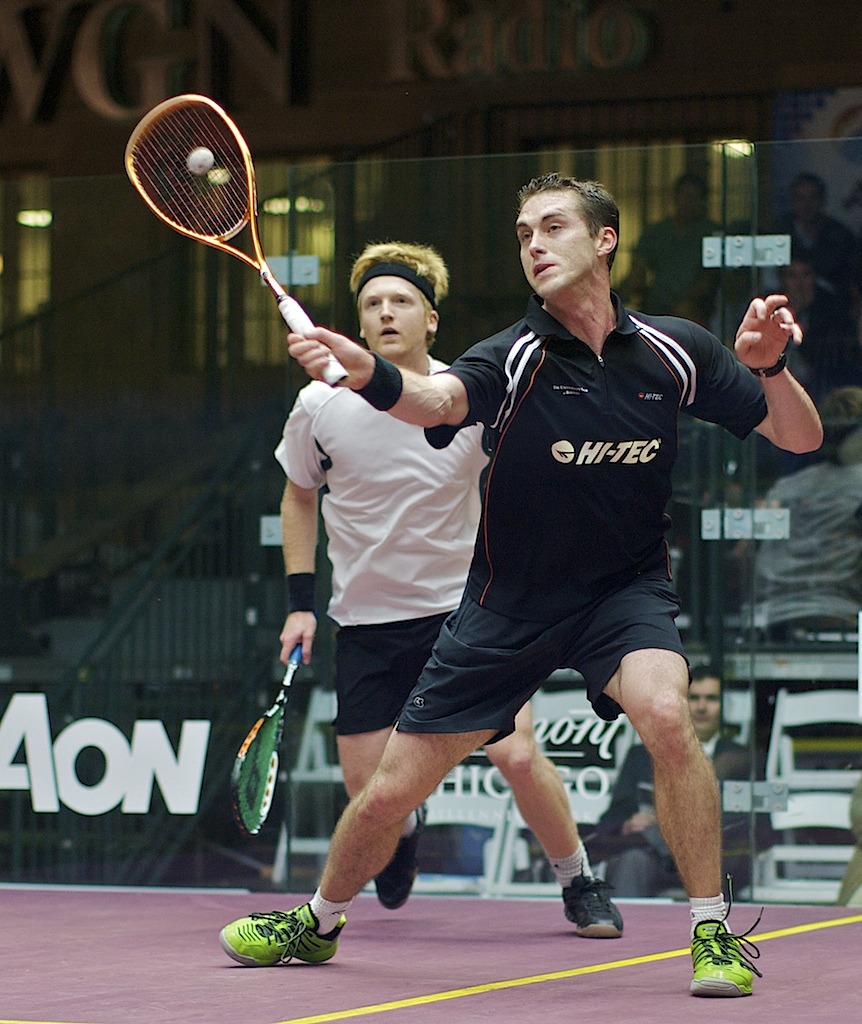
دیوید پالمر و تام ریچاردز، دو بازیکن اسکواش

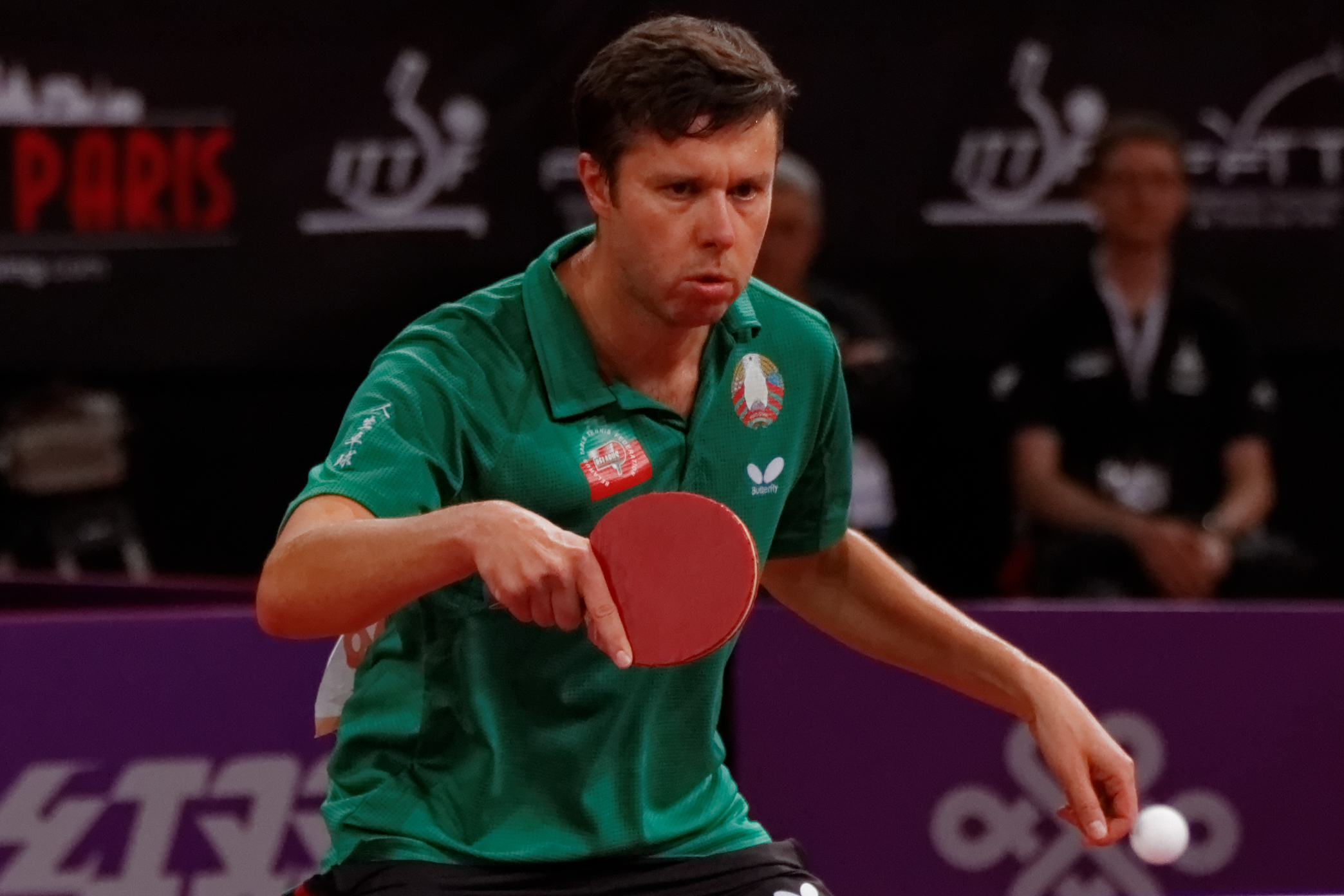
ولادیمیر سامسونوف، بازیکن تنیس روی میز

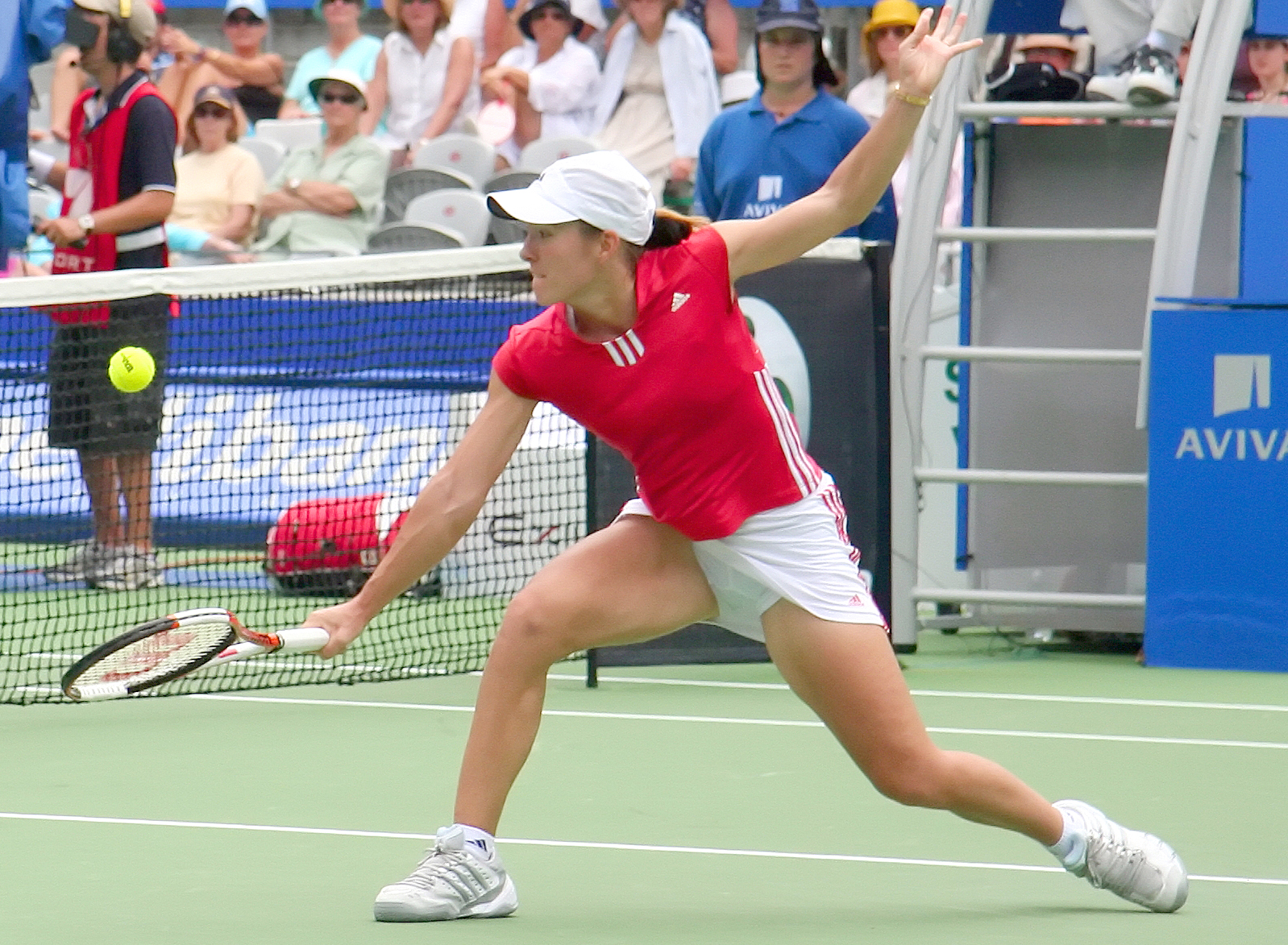
ژوستین انه، یک تنیس‌باز

## ورزش‌هایی که در آن‌ها از راکت دارای تور استفاده می‌شود
- بدمینتون
- بال بدمینتون
- بتلدور و شاتلکاک
- کراسمینتون ("اسپیدمینتون" سابق)
- فرون‌تنیس
- کیانبال
- راکتلون (یک مجموعه از ورزش‌های راکتی و پارویی دیگر)
- راکتز
- راکت‌بال
- تنیس واقعی
- سافت‌تنیس
- اسپیدبال
- اسکواش
  - اسکواش هاردبال
- تنیس اسکواش
- استیک
- تنیس
- تنیس پولو
- تاچ‌تنیس

## ورزش‌هایی که در آن‌ها از راکت بدون تور یا پارو استفاده می‌شود
- پیلوتای باسکی
- تنیس ساحلی
- Downside ball game
- پدلبال چهار دیواری
- فرسکوبول
- فرسکوتنیس
- جوکاری
- جومبولا
- مَتکوت
- مینی‌تِن
- پدل‌بال یک دیواری
- پدل‌بال
- تنیس پاپ
- پدل
- پالتا فرونتون
- پَن پُنگ
- پلوتا میکستِکا
- پیکلبال
- پیتون
- تنیس سکویی
- تنیس جاده‌ای
- اسفایری
- استولبال
- اسکواش روی میز
- تنیس روی میز (پینگ پنگ)
- تمبورلو
- تنیس توتم